# Christian Hoffmeister (Kommunikationswissenschaftler)
Christian Hoffmeister (* 1973) ist ein deutscher Sachbuchautor und Dozent. Er befasst sich vor allem mit dem Einfluss der Digitalisierung auf Ökonomie und Gesellschaft und hat dazu vielfältig publiziert.

## Leben
Hoffmeister studierte BWL an der Otto-Friedrich-Universität Bamberg und Kommunikationswissenschaft an der Universität Duisburg-Essen.
Anschließend war er als Produktmanager bei E-Plus tätig, bevor er 2001 zur Axel Springer AG wechselte und dort in verschiedenen leitenden Positionen arbeitete u. a. als Leiter Business Development der Auto Bild Gruppe. Seit 2006 leitet Christian Hoffmeister die DCI Institute GmbH.
Hoffmeister arbeitet nebenberuflich als Dozent an verschiedenen Hochschulen, unter anderem an der Fresenius Hochschule Hamburg und der Hamburg Media School.

## Werke
- Digital Business Modelling – Digitale Geschäftsmodelle verstehen, designen, bewerten, Hanser, München 2022, ISBN 978-3-4464-6924-2
- Google Unser, DCI, Hamburg 2019, ISBN 978-3-9820-6430-7.
- Die MacGoogleisierung als neue Religion. In: Hildebrandt A., Landhäußer W. (eds) CSR und Digitalisierung. Management-Reihe Corporate Social Responsibility. Springer Gabler, Berlin, Heidelberg 2017, doi:10.1007/978-3-662-53202-7_5.
- Digital Business Modelling – Digitale Geschäftsmodelle entwickeln und strategisch verankern, Hanser, München 2017, ISBN 978-3-4464-5176-6.
- Mit Yorck von Borcke: Think New! 25 Erfolgsstrategien im digitalen Business Hanser, München 2017, ISBN 978-3-4464-5178-0.
- Mit Yorck von Borcke: Think New! 22 Erfolgsstrategien im digitalen Business Hanser, München 2014, ISBN 978-3-446-44228-3.
- Das digitale Transformationsdilemma: Paid Content und Kundenbindung in digitalen Medien, epubli, München 2014, ISBN 978-3-8442-8758-5.
- Social Media & neue digitale Geschäftsmodelle, in: Vom Zeitungsverlag zum Medienhaus von Brayer-Mayländer (Hrsg.), Springer Gabler, Wiesbaden 2014, doi:10.1007/978-3-658-04100-7_19.
- Digitale Geschäftsmodelle richtig einschätzen, Hanser, München 2013, ISBN 978-3-446-43785-2.
- Business Fiction: Die Kunst der Strategie-Erzählung; Wie aus Zahlen Geschichten und Bilder werden, Walhalla, Regensburg 2012, ISBN 978-3-8029-3867-2.